# Warmsen
Warmsen er en kommune med knap 3.400 indbyggere (2012), beliggende sydvest for Nienburg, i den sydvestligste del af Landkreis Nienburg/Weser i den tyske delstat Niedersachsen.

## Geografi
Warmsen er en del af i Samtgemeinde Uchte og ligger vest for floden Weser, mellem Uchte mod nordøst og Diepenau i vest-sydvest omkring 5 km sydøst for Großen Moors.

### Inddeling
I kommunen ligger disse landsbyer og bebyggelser
- Bohnhorst
- Brüninghorstedt
- Großenvörde
- Sapelloh
- Hauskämpen
- Warmsen

Bohnhorst, Brüninghorstedt, Großenvörde og Sapelloh var tidligere selvstændige kommuner, men blev indlemmet i Warmsen 1. marts 1974